# Gare de Hōden
La gare de Hōden (宝殿駅, Hōden-eki) est une gare ferroviaire transcommunale localisée dans la ville de Takasago.  En effet, même si la gare est situé dans la ville de Takasago, une partie de ses quais se trouve dans la ville de Kakogawa dans la Préfecture de Hyōgo, au Japon. La gare est exploitée par la compagnie JR West, sur la ligne Sanyō (ligne JR Kobe). Le numéro de gare est JR-A80.

## Situation ferroviaire
Établie à 4 mètres d'altitude, la gare de Hōden est située au point kilométrique (PK) 42.4 de la ligne Sanyō. 

## Histoire
Le 14 mai 1900, la gare est inaugurée par la Sanyo Railway. A cette époque, la gare était plus à l'est de 100 m et se trouvait au PK 42.3. En  1907, la gare est déplacée à 100 vers l'ouest pour se trouver à son emplacement actuel. Le 17 janvier 1995, la gare est fermée à cause du séisme de 1995 à Kobe. En 2003, la carte ICOCA devient utilisable en gare.
En 2014, la fréquentation journalière de la gare était de 10 106 personnes
| 2010   | 2011   | 2012   | 2013   | 2014   |
| 10 122 | 10 153 | 10 139 | 10 374 | 10 106 |

## Service des voyageurs

### Accueil
La gare dispose d'un guichet, ouvert tous les jours de 7 h à 20 h, de billetterie automatique verte pour l'achat de titres de transport pour shinkansen et train express. La carte ICOCA est également possible pour l’accès aux portillon  d’accès aux quais.
La gare possède également un coin pour les consignes automatique.

### Desserte
La gare de Hōden est une gare disposant de deux quais et de trois voies. La desserte est effectuée par des trains rapides ou locaux.
Les voies 1 et 3 sont les voies principales de la gare,alors que la voie 2 est une voie de garage commune aux deux autres voies.
| N° de voie | Ligne          | Direction         |
| ---------- | -------------- | ----------------- |
| 1          | A JR Kobe      | Himeji - Aioi     |
| 2          | voie de garage | voie de garage    |
| 3          | A JR Kobe      | Sannomiya - Ôsaka |

### Intermodalité
La gare permet d'accéder à plusieurs lieux remarquables :
- Le sanctuaire shinto de Ôshiko-jinja
- Le Stade municipal de Takasago pour le Baseball
- Le Stade d’Athlétisme de Kakogawa

Un arrêt de bus du réseau Shinki Bus est également disponible près de la gare.